# Dent antérieure

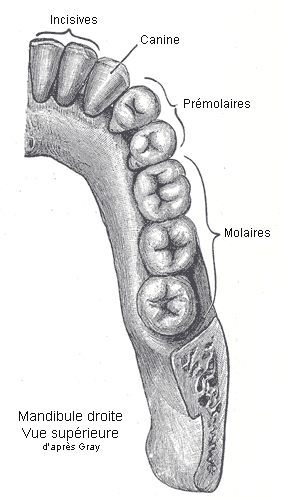
Denture humaine définitive. Mandibule droite (vue supérieure)..

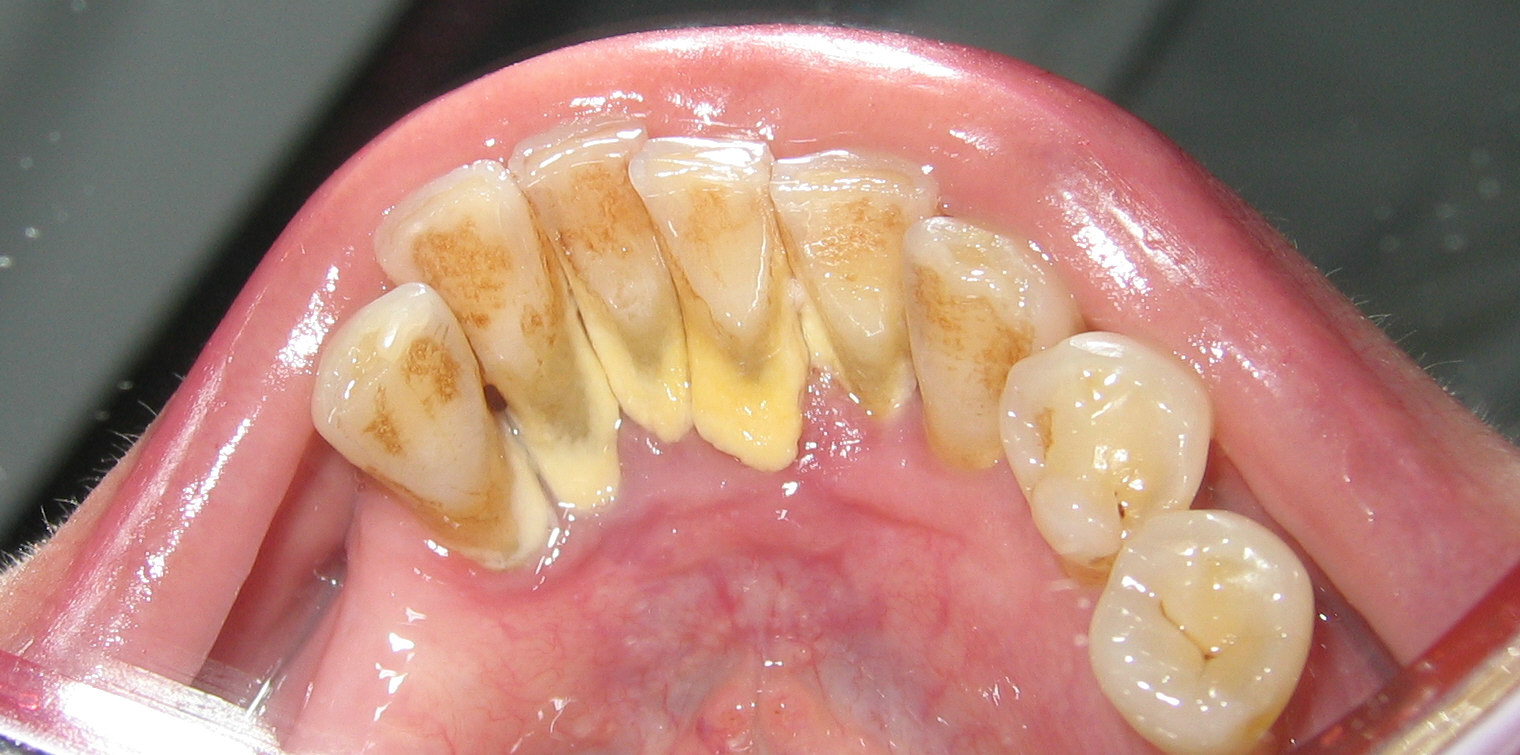
Photo d'une mandibule humaine.

En anatomie, les dents antérieures sont les dents qui constituent la partie antérieure d’une denture. Elles comprennent des incisives et des canines.

## Fonction
Fonctionnellement, les dents antérieures servent à mordre et à déchiqueter la nourriture.